# 마리아 안드레이치크
마리아 마그달레나 안드레이치크(폴란드어: Maria Magdalena Andrejczyk, 1996년 3월 9일~)는 폴란드의 육상 선수로 주 종목은 창던지기이다. 2020년 하계 올림픽 여자 창던지기에서 은메달을 획득했다. 현재 폴란드 여자 창던지기 기록 보유자이며 이 기록은 세계 여자 창던지기 역대 3위에 올라와 있다.